# Zärtlich ist die Nacht

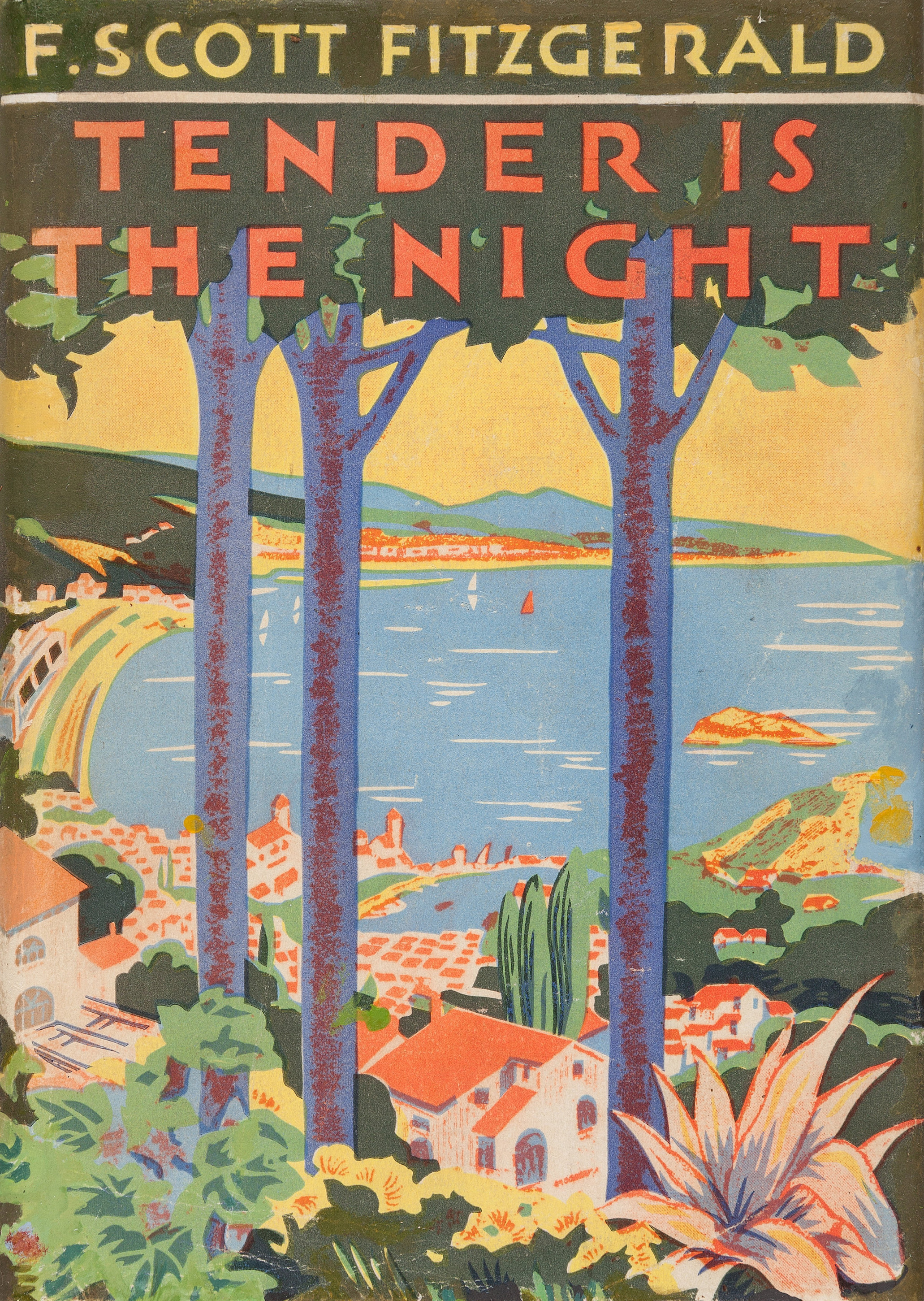

Zärtlich ist die Nacht (Tender is the Night) ist ein Roman des amerikanischen Schriftstellers F. Scott Fitzgerald, der 1934 veröffentlicht wurde. Der autobiographisch geprägte Roman handelt vom Psychiater Richard, genannt Dick, und seiner vermögenden, psychisch labilen Gattin Nicole Diver, die sich als US-amerikanische Auswanderer an der Südküste Frankreichs mit Strandpartys und Einkaufstouren vergnügen. Dort verliebt sich Dick in die junge Schauspielerin Rosemary, doch angesichts seiner auf ihn angewiesenen Gattin Nicole führt er die Beziehung nicht fort. In den Jahren ihrer Abwesenheit, die er als Psychiater an Nicoles Seite in der Schweiz verbringt, wird ihm seine schwache finanzielle Stellung wie die Vernachlässigung seiner Karriere bewusst. Als er auf einer Erholungsreise von seiner Gattin auf die nunmehr etablierte Schauspielerin Rosemary trifft, will er an die alte Liebe anknüpfen. Dick scheitert daran und verfällt gleich seinem verstorbenen Freund Abe North dem Alkohol.

## Hintergrund
Der Roman verwendet eine modernistische Erzähltechnik, besonders durch Einsatz von Schnitten und dem Fokussieren, zahlreichen Rückblenden und dem Gebrauch des inneren Monologs wie der Montage. Die Schilderung der Außenwelt in poetischen Bildern, die eine kühle Romantik wie Vergeblichkeit vermitteln, und die meisterhaften Dialoge, die harmlose Plaudereien, larmoyante Selbstdarstellungen, Streitereien bis zu Liebesszenen beinhalten, übernehmen neben der Charakterisierung der Figuren auch die Aufdeckung ihrer inneren Sehnsüchte und Absichten. Das Aufzeigen zahlreicher psychischer Vorgänge wie die der Übertragung, Zwänge, Mechanismen zur Stabilisierung des Selbstbildes und Abhängigkeiten, geben dem Roman eine psychologische Schärfe. Selbst ein Charakter wie Nicole, die eindeutig als schizophren diagnostiziert wurde, besitzt eine Ambiguität in ihrem Verhalten, sodass eine klare Zuschreibung erschwert wird.

## Handlung

### Erstes Buch
Der Roman beginnt mit einer morgendlichen Badeszene eines unbekannten Mannes an einem Strand der Côte d’Azur, Richard Diver, später Dick genannt und der Ankunft der jungen Schauspielerin Rosemary in Begleitung ihrer aufstiegsorientierten Mutter im Sommer 1925. Am Strand trifft sie alsbald auf eine Gruppe US-Amerikaner, darunter das ihr unsympathischen Paar McKisco und deren Begleiter sowie später auf die Gattin Divers, Nicole. Rosemary verliebt sich in Dick, der, wie sich bei ihrem ersten intimen Zusammentreffen später herausstellt, als Koryphäe auf dem Gebiet der Psychiatrie gilt und bereits mehrere erfolgreiche wissenschaftliche Abhandlungen verfasst hat. Rosemary wird von Dick angesprochen und von den Divers in ihrer Villa Diana aufgenommen. An Nicole bewundert sie die Willensstärke und Schönheit, ohne von ihrer psychischen Labilität zu ahnen. Auf einer Hausfeier der Divers sucht sie die Nähe zum Gastgeber. Die Feier mit zahlreichen schillernden Gästen endet scheinbar friedlich. Auf der Abfahrt äußert Violet McKisco sich anzüglich bezüglich Nicole und löst – nach einer Ohrfeige ihres sie verteidigenden Ehemannes durch Tommy Barban, einem Soldaten und Verehrer Nicoles – ein Duell aus. Der angetrunkene McKisco, attestiert durch den gemeinsamen Freund der Divers dem gescheiterten Komponisten Abraham Afghan North überlebt das Duell gegen Barban unverletzt.
Der Leser folgt Rosemarys Perspektive, die, mit den Divers in Paris angekommen, die gemeinsamen Einkaufstouren mit Nicole fortsetzt. Nach einem Cafébesuch fährt Dick Rosemary in ein Hotel. Dort versucht sie ihn sexuell zu verführen, doch er offenbart ihr, dass er Nicole immer noch liebe und sie auch. Seine väterlichen Gefühle für die gerade Achtzehnjährige und die Verantwortung wie Liebe für Nicole ließen es ihm nicht zu, sie als Geliebte zu nehmen. Rosemary schlägt ihm am folgenden Tag eine Einspielung für eine Filmszene vor, was Dick vehement ablehnt. Rosemary und Dick holen den Besuch bei den Mäzeninnen und Künstlern nach und sind vom bizarren Auftreten der Anwesenden abgestoßen. Rosemary entschuldigt sich für ihr Verhalten und die beiden küssen sich. In den folgenden Tagen unternehmen sie mit Freunden wilde Touren durch Paris und tanzen. North Alkoholproblem verschlimmert sich. Schließlich wird Abe von Nicole zum Bahnhof begleitet, weil er seiner abgereisten Frau Mary nachfolgen soll. Dick und Nicole werden auf dem Bahnsteig Zeugen eines Schussangriffs Maria Wallis auf einen Zuggast. North hat die Rückreise nicht angetreten. Die Polizei sucht am nächsten Tag Nicole als Zeugin auf, weil North tausend Franken gestohlen wurden. Abe North betrinkt sich weiterhin im Ritz. Dick, der Rosemary besucht, wird vom Auftreten Norths überrascht, der sich wegen eines hilfesuchenden Schwarzen telefonisch an ihn wendet. Wie sich später herausstellt wurde North Opfer eines Diebstahls und ein unschuldiger Schwarzer verhaftet. Der North behilfliche Schwarze Peterson – ein gescheiterter Entwickler – wird später in der Suite der Divers tot aufgefunden. Gemeinsam entsorgen sie die Leiche des womöglich aus Rache wegen seiner Hilfe bei der Suche nach dem Täter ermordeten Peterson auf dem Flur und bitten den Hoteldirektor um eine diskrete Behandlung des Falls. Rosemary wird Zeugin einer Szene zwischen Nicole und Dick.

### Zweites Buch
In Rückblenden wird die gemeinsame Geschichte Dicks und Nicoles erzählt. Dick kommt Frühjahr 1919 als junger Psychiater in Dohmlers Klinik nach Zürich. Dort freundet er sich mit Franz Gregorivius an. Die schizophrene Patientin Nicole Warren verliebt sich in Dick und schreibt ihm mehrere Briefe. Es stellte sich heraus, dass ihre Erkrankung durch einen inzestuösen sexuellen Missbrauch ausgelöst wurde. Die Hilflosigkeit der jungen Patientin und ihre Zudringlichkeit lassen bei Dick Empfindungen für sie aufkommen, weshalb sie häufiger gemeinsam etwas unternehmen, unter anderem eine Bergfahrt und Besuche zum See. Elisabeth, die ältere Schwester Nicoles, erkennt in Dick eine Möglichkeit die Heilung ihrer Schwester zu forcieren und insinuiert eine Partnerschaft, um diese letztlich zu erreichen. Im inneren Monolog erzählt Nicole ihr Leben mit Dick; das Reisen, die Mutterschaft, ihr Aufenthalt in der französischen Villa, durch Beobachtungen ausgelöste Erinnerung an Rosemary und ihrem Vorhaben, das Rezept Chicken Maryland ins Französische zu übersetzen.
Die folgende Handlung erstreckt sich von August bis Dezember 1927. Dick trifft in Cannes Rosemarys Mutter. Es kommt zum Gespräch über die Liebe ihrer Tochter und Dicks Geständnis darüber noch nicht hinweggekommen zu sein. Er kehrt zur Villa Diana zurück und berichtet Nicole vom Treffen. Er wird sich den verlorenen Jahren für seine wissenschaftliche Arbeit bewusst sowie die finanzielle Abhängigkeit von Nicole. Der Herbst in der Riviera ist stürmisch. Dezember verbringen die Divers in Zürich, wo Dick seine Arbeit als behandelnder Psychiater fortsetzt. Gemeinsam mit Baby und seinem Freund und Arbeitskollegen Franz fahren sie Ski und Nicoles Zustand scheint sich normalisiert zu haben, wenngleich ihr Misstrauen gegenüber Dick weiter besteht. Franz schlägt Dick einen Klinikkauf vor, der von Elisabeth unterstützt wird. Nicole wird durch einen Brief über die Affäre ihres Mannes unterrichtet, was ihre Eifersucht steigert. Nach einem Jahrmarktsbesuch behindert sie in einem Anfall ihren wagenlenkenden Gatten und verursacht einen schweren Unfall. Dick will nach dem Vorfall für einen Monat nach Berlin zum Psychiatriekongress abreisen, vor allem, um Abstand zu seiner Frau zu finden, deren Zustand in psychiatrischer Pflege sich wieder stabilisiert hat.
In München trifft er auf Barban, der sich als Fluchthelfer für verfolgte russische Adeligen betätigt. Er berichtet ihm von North unfreiwilligem Ableben. In Innsbruck erfährt Dick per Telegramm vom Tod seines Vaters und sieht sich zur Rückreise in die Vereinigten Staaten gezwungen. Aus Perspektive McKiskos, einem nunmehr erfolgreichen Unterhaltungsautor, wird die Gegenwart Dicks auf dem Schiff nach Neapel bemerkt. In Rom begegnet Dick Rosemary, die sich als Schauspielerin etabliert hat. Er folgt ihrer Einladung in ihr Hotelzimmer und sie küssen sich. Am übernächsten Tag besucht er sie auf dem Set und sie gehen gemeinsam essen. Am vierten Tag seines Aufenthalts trifft er Baby und es kommt zum Disput mit der dominanten Schwägerin. Auf Rosemarys Hotelzimmer eingeladen, gesteht er ihr seine Eifersucht auf ihren Schauspielerkollegen.
Rosemary hat das Interesse an Dick verloren, weshalb er sich mit Collis in römischen Spelunken betrinkt. Nach einem Tanz mit einer Engländerin wünscht er sich ein Taxi, akzeptiert aber den Wucher nicht. Es kommt zu einer Prügelei, die durch das Eingreifen der Polizei beendet wird. Er wird verhört und freigelassen. Wütend über seine Behandlung ohrfeigt er einen Zivilpolizisten und wird daraufhin erneut in Gewahrsam genommen und schwer misshandelt. Es gelingt ihm über einen Taxifahrer einen Hilferuf an Elisabeth Warren zu übermitteln. Sie versucht mit allen Mitteln ihren Schwager zu retten, bis sie zum Konsulat vordringen kann, das Dick seinen Beistand leistet. Es kommt zu einer Gerichtsverhandlung, die mit seinem Freispruch endet.

### Drittes Buch
Franz Ehefrau bezweifelt Dicks Tauglichkeit als Repräsentant der Klinik. Dank seines Arbeitseifers und Franzens Achtung vor ihm gelingt es Dick die Folgen seines Romaufenthalts einzudämmen. Franz überlässt ihm schließlich den Fall eines jungen Spaniers, dessen Vater sich eine Heilung von dessen Homosexualität verspricht. Dick lehnt eine Behandlung als wenig erfolgversprechend ab und kann ihm wegen dessen mangelnder Einsicht bezüglich der Lasterhaftigkeit und Lebensuntüchtigkeit nicht helfen. Nicoles Schwiegervater, der im Krankenhaus im Sterben liegt, wünscht ein Treffen mit seiner Tochter, doch verlässt er sein Bett und kehrt nach Chicago zurück. Ein Abstinenzler erfährt von Dicks Alkoholkonsum und bewirkt die Entlassung seines Sohnes aus der Klinik, weil er im Trinken die Ursache für das Unglück in seiner Familie ausmacht. Franz und Dick kommen zum Entschluss, dass der Zustand unmöglich aufrechterhalten werden könne. Dick kündigt seine Anstellung und fährt mit seiner Familie an die Riviera. Ein Besuch bei der wiederverheirateten Mary endet im Streit. Dick wendet sich immer mehr seinen Kindern zu und zeigt sich häufiger gereizt. Längst ein Alkoholiker, gerät er selbst mit der Köchin wegen ihres Weingebrauchs in Konflikt. Auf einer Jachtparty trifft Nicole Barban und verliebt sich in ihn, während Dick in Streit mit der Engländerin Caroline gerät. Der Massentourismus hat den exklusiven Strand verändert. Dick erkennt Rosemary unter den Gästen. Auf den Wasserskiern versucht er sie zu durch ein Kunststück zu beeindrucken, was an seiner unzureichenden Physis scheitert. Im anschließenden Gespräch mit Rosemary, unterbrochen durch Marys Auftreten, versucht er sie durch Kenntnisse der Schauspielkunst erneut zu beeindrucken. Nicole verlässt die beiden in eifersüchtiger Rage, kann sich aber beruhigen und schreibt zu Hause angekommen an Barban. Sie erholt sich trotz Sorge wegen Dicks Liebe zu Rosemary und empfängt am nächsten Tag ihren Liebhaber in der Abwesenheit ihres Mannes, der angab mit dem Auto ausfahren zu wollen. Sie folgt Barban in sein spärliches Hotelzimmer und schläft mit ihm. Das frische Paar speist in Monte Carlo und badet bis in den frühen Morgen in Beaulieu sur Mer. Dick erzählt ihr davon, Rosemary zum Bahnhof gebracht zu haben. Es kommt zum Streit und Nicole verabschiedet sich endgültig von ihrem Mann, den sie angesichts ihrer neuen Liebe und finanziellen Status verantwortlich für die verschwendeten Jahre während ihrer Erkrankung macht. In der Nacht eilt Dick zum Gefängnis und setzt sich erfolgreich für Mary und Caroline ein, die als Matrosen verkleidet zwei Frauen geangelt hatten. In Cannes besuchen die Divers ihren Friseur, doch die Routine wird von Barban gestört, der die Entscheidung endlich herbeizwingen will. Er verlangt von Dick seine Frau freizugeben. Dick resigniert und Nicole nimmt Barbans Einladung eine gemeinsame Nacht zu verbringen an. Dick verlässt die Villa Diana und Nicoles Liebhaber zieht dort ein. Schließlich heiratet sie Barban, während Dick in die Vereinigten Staaten zurückkehrt, wo er mit mäßigem Erfolg als Arzt praktiziert, bis sich seine Spur irgendwann verliert.

## Rezeption
Der Roman wurde von der Literaturkritik ambivalent aufgenommen; es gab harsche Urteile, durchwachsene Stimmen und enthusiastische Begrüßungen des Romans. In der New York Times kam James Donald Adams zu einer äußerst ungünstigen Bewertung: „Bad news is best blurted out at once: Tender Is the Night is a disappointment [...] His new book is clever and brilliantly surfaced, but it is not the work of a wise and mature novelist.“ Ähnlich wie Adams kritisierten weitere Kritiker das Scheitern Dicks als unmotiviert, weil keine kausale Ursache hierfür festgemacht werden könne. Dagegen verwahrte sich der Rezensent John Chamberlain in derselben Zeitung explizit gegen die Annahme einiger Kritiker, dass das Scheitern der Figur Dick nicht ausreichend dargestellt worden sei. und gab zurück, dass „This seems to us to be a sufficient exercise in cause-and-effect. Compared to the motivation in Faulkner, it is logic personified.“  Burke Van Allen lobte im Brooklyn Eagle den Roman uneingeschränkt: „Tender Is the Night it is stained with a civilized and wounding brutality. It is necessary to say that I, the reviewer, have never used this severe word in print before: masterpiece.“ Sein Schriftstellerkollege und Freund Ernest Hemingway zeigte sich nach der Relektüre des Romans gegenüber Maxwell Perkins zuversichtlich: „A strange thing is that in retrospect his Tender is the Night gets better and better.“
Der Roman war bei seiner Veröffentlichung ein Misserfolg, teils wegen der Aufnahme als Schlüsselroman, teils wurde die in der Literaturkritik missbilligende Zuordnung in die 20er Jahren, womit er circa Mitte der 30er aus der Zeit gefallen schien, geltend gemacht. Matthew Bruccoli meint hingegen, dass die geringe Aufnahme des Romans nicht am Vorwurf der mangelnden Gegenwartsorientierung durch die Literaturkritik gelegen habe. Er erinnert daran, dass Fitzgerald seit seinem Erstling, kaum noch einen vergleichbaren Verkaufserfolg erreicht hatte.
Nicht zuletzt sind die restlose Desillusionierung, die Unfähigkeit, im exzessiven Leben einen Sinn zu finden, die gesellschaftliche Anpassung durch Aufgabe der Integrität und die unnachgiebige Vorführung der Unvorhersehbarkeit des Lebensvollzugs Ursachen für die Missachtung des Romans durch das US-amerikanische Lesepublikum. Dennoch zeigte sich das späte Hauptwerk Fitzgeralds in seiner Hinwendung zur Mittelschicht, in der ironischen Distanz zu den Charakteren und ihrem tragikomischen Geschick als wegweisend für zahlreiche nachfolgende Romanciers, darunter für Richard Yates und John Updike.

## Verfilmungen
- 1962: Zärtlich ist die Nacht (Tender is the Night), Regie: Henry King, mit Jennifer Jones und Jason Robards.
- 1985: Zärtlich ist die Nacht (Tender is the Night), BBC-Verfilmung (Mini-Serie mit 6 Folgen) mit Peter Strauss und Mary Steenburgen. Hierbei diente das Hotel Waldhaus Vulpera als Kulisse.

### Textausgaben
- Fitzgerald, F. Scott: Tender is the night. Romance. Scribner, New York 1934.
- Fitzgerald, F. Scott: Tender is the night. A romance. Scribner, New York 1951.
- Fitzgerald, F. Scott: Zärtlich ist die Nacht. Roman, Blanvalet, München 1952, übersetzt von Grete Rambach.
- Fitzgerald, F. Scott: Zärtlich ist die Nacht. Aufbau, Berlin 1972, übersetzt von Grete Rambach.
- Fitzgerald, F. Scott: Zärtlich ist die Nacht. Roman. Diogenes, Zürich 1982, übersetzt von Walter E. Richartz.
- Fitzgerald, F. Scott: Zärtlich ist die Nacht. Roman. Diogenes, Zürich 2006, übersetzt von Renate Orth-Guttmann, ISBN 978-3-257-23695-8.
- Fitzgerald, F. Scott: Zärtlich ist die Nacht. Eine Romanze. dtv, München 2011, übersetzt von Lutz-W. Wolff, ISBN 978-3-423-14057-7.

### Sekundärliteratur
- Blazek, William  und Rattray, Laura: Twenty-First Century Readings of ‘Tender is the Night’. Liverpool University Press, London 2007.
- Bruccoli, Matthew J. und Judith S. Baughman: Reader's Companion to F. Scott Fitzgerald's Tender Is the Night. University of South Carolina Press, Columbia 1996.
- Keshmiri, Fahimeh und Mahdikhani, Mina: Tender is the Night: The Historical Configuration of the Failure of the American Dream. In: Theory and practise in language studies, Bd. 6, Teil 2, 2016, S. 346–351.
- Messenger, Christian K.: Tender is the Night and F. Scott Fitzgerald's Sentimental Identities. University of Alabama Press, Tuscaloosa 2015.
- Stern, Milton R.: Critical Essays on F. Scott Fitzgerald’s "Tender is the Night". G.K. Hall, 1986.
- Ullrich, David. W: Reconstructing Fitzgerald's Twice-Told Tales. Intertextuality in This Side of Paradise and Tender Is the Night. In: The F. Scott Fitzgerald review, Bd. 3, Teil 1, 2014, S. 43–71.
- Utrup, Robert C.: Yeatsian Modernism. Romantic Nationalism, Hero Worship and the Celtic Element in Tender is the Night and the Love of the last Tycoon. In: The F. Scott Fitzgerald review, Bd. 16, Teil 1, 2018, S. 60–83.

### Lektürehilfen
- Cengage Learning Gale: A Study Guide for F. Scott Fitzgerald's Tender Is the Night.  Creative Media Partners, ISBN 0-7876-6942-3, 2017.